# Portal dels Jueus
El Portal dels Jueus és un element arquitectònic a Reus (Baix Camp) inclòs en l'Inventari del Patrimoni Arquitectònic de Catalunya.

## Descripció
És un portal, més aviat un corredor, d'arc de mig punt adovellat amb carreus ben escairats i deixats a la vista. La resta de l'estructura està arrebossada i coberta amb lloses primes de pedra, però encara es pot veure que el parament murari està fet amb pedres irregulars sense treballar. L'interior del portal té una cobertura plana d'embigat de fusta. Comunica les Pescateries Velles i el carrer de sant Pere Apòstol

## Història
Aquest era l'accés al barri jueu de la ciutat. En realitat és un carreró que permetia l'accés al barri des del portal dels jueus pròpiament dit, que va ser enderrocat el 1802.
Tenim documentades referències dels jueus de la ciutat com a mínim des del 1171. Aquest barri estava situat entre la plaça del Castell i el raval de Robuster; els carrers principals eren el de la Merceria i el carrer de Sant Pere Apòstol. Es pensa que els jueus s'establiren al municipi poc després de la fundació del nucli urbà.